# Parque Científico y Tecnológico de la UPM
El Parque Científico y Tecnológico de la UPM es un proyecto de la Universidad Politécnica de Madrid para dotar de infraestructura necesaria para potenciar la investigación de la universidad y de toda Comunidad de Madrid. El proyecto aglutina esfuerzos e iniciativas desarrolladas de forma individual por distintos centros abarcando diversas áreas técnicas.
Los objetivos del proyecto son facilitar la transferencia tecnológica, la creación de nuevos centros de I+D+I, establecer acuerdos con empresas e impulsar la creación de nuevas empresas mediante viveros de empresa.

## Sedes
El Parque está compuesto por tres sedes distribuidas en la Comunidad de Madrid.

### Campus de Excelencia Internacional de Montegancedo
Situado en la confluencia de los municipios de Alcorcón, Pozuelo de Alarcón y Boadilla del Monte es la sede de la Facultad de Informática.
Está especializa en nuevas tecnologías de la información, tecnología aeroespacial y genómica.
- Centro de Domótica Integral (CEDINT)
- Centro de Biotecnología y Genómica de Plantas (CBGP)
- Centro de Supercomputación y Visualización de Madrid (CeSViMa)
- Centro de operaciones y soporte a usuarios (E-USOC), en nombre de la Agencia Espacial Europea, el cual ha estado dirigido por Pedro Duque
- Centro empresarial que incluye el Vivero de empresas

### Campus Sur
Situado en Vallecas cerca de la E.U. de Informática, E.U.I.T. de Telecomunicación y la E.T.S.I. en Topografía, Geodesia y Cartografía se especializa en automoción, tecnología láser y transportes.
- Centro Tecnológico Aeronáutico;
- Centro Tecnológico Industrial;
- Centro Tecnológico de Recursos Energéticos Minerales y Materiales Avanzados.

### Getafe
El área tecnológica del sur queda especializado en aeronáutica, industriales y minas.